# Stare Tarnowice
Stare Tarnowice (niem. Alt Tarnowitz) – część miasta i dzielnica Tarnowskich Gór, od której pochodzi nazwa miasta. Powstała w 1316. Pierwszym właścicielem był prawdopodobnie rycerz Adam de Tarnowice, a następnie jego syn (lub brat) Święcisław, później Włodkowie, Wrochemowie i inni.

## Historia

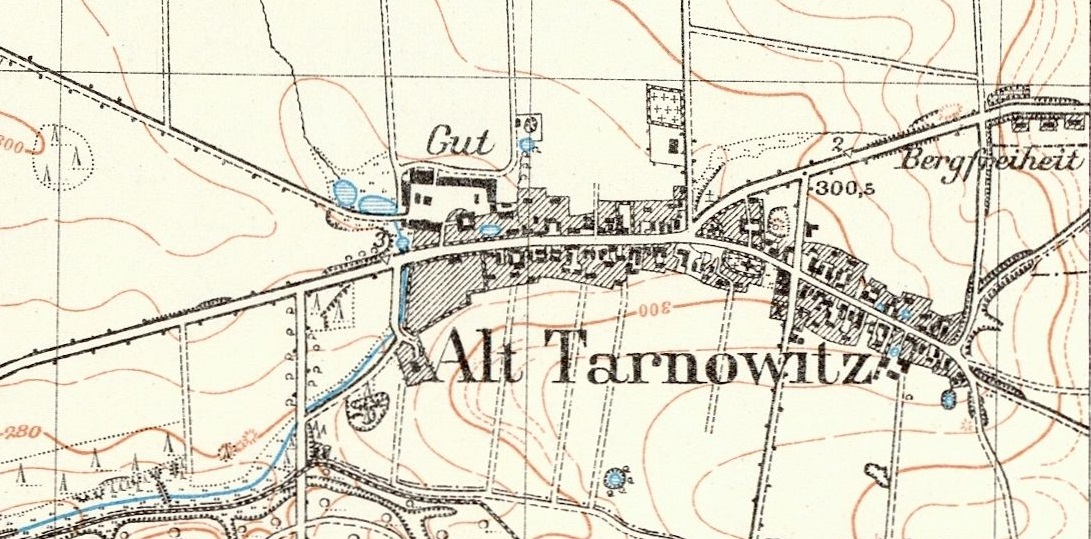
Stare Tarnowice na mapie z 1883

Najdawniejsza wzmianka o Tarnowicach (jednak o kwestionowanej datacji) pochodzi z 1251 roku. Późniejsze wzmianki pochodzą z początku XIV wieku, kiedy właścicielem osady był Adam de Tarnowice, występujący jako świadek w dokumentach między 1310 a 1351 rokiem. Później wsią władał Święcisław, członek dworu księcia oleśnickiego Konrada II, wyznaczony w 1369 roku jako rozjemca przy sporze o podział księstwa bytomskiego. Ostatnimi znanymi rycerzami z Tarnowic są: rycerz Sambor, wzmiankowany w 1411 roku, oraz Mikołaj i Teodor Włodkowie herbu Sulima, poświadczeni w 1415 roku. Siedzibą rycerską w XIV i XV wieku była przypuszczalnie wieża obronna wzniesiona na kopcu, którego pozostałości widoczne są za kościołem św. Marcina. Osada ta należała wówczas – jak większość na terenie dzisiejszych Tarnowskich Gór – do parafii w Reptach. Na początku XV wieku została utworzona osobna parafia w Tarnowicach, w których wybudowano kościół pw. św. Marcina (zbudowany ok. 1400 r.) będący najstarszym istniejącym kościołem na terenie powiatu tarnogórskiego.

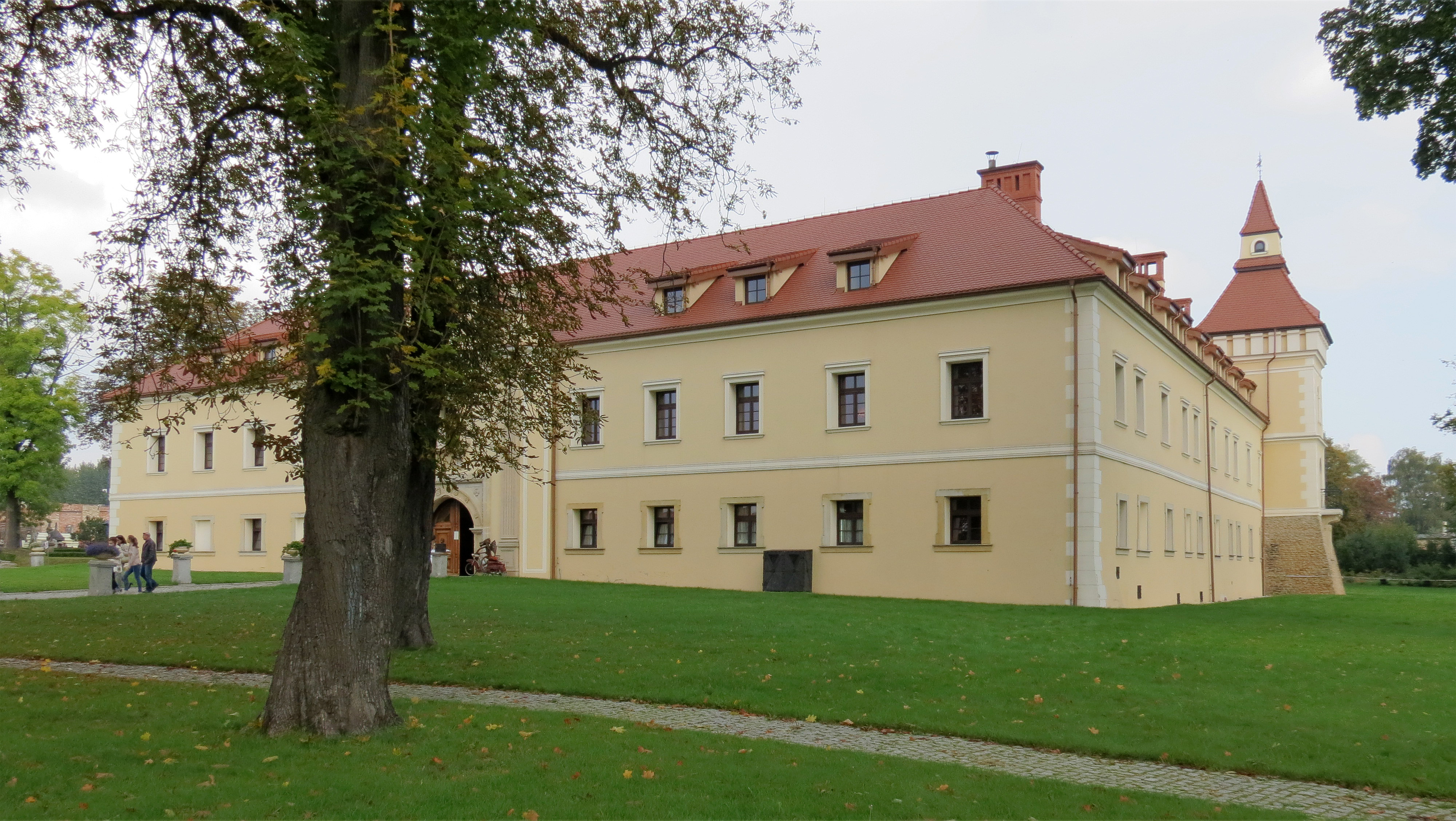
Zamek w Starych Tarnowicach

W okresie powstania Tarnowskich Gór na początku XVI wieku na polach między Tarnowicami (odtąd zwanymi Stare Tarnowice), Sowicami i Lasowicami, właścicielem osady była rodzina Wrochemowieów. Wymieniany wówczas w dokumentach Piotr Wrochem jest zapewne fundatorem zamku, który zastąpił wcześniejszą siedzibę właścicieli koło kościoła.
W 1683 w drodze na odsiecz Wiednia król polski Jan III Sobieski kazał czterech żołnierzy powiesić w Tarnowicach za to, iż rabowali.
W 1801 założono kolonię fryderycjańską Bergfreiheit dla górników kopalni kruszców srebronośnych „Fryderyk” w pobliskich Bobrownikach.
Ostatnimi właścicielami Starych Tarnowic była od 1820 roku rodzina hrabiów i książąt Henckel von Donnersmarck ze Świerklańca, która w 1822 roku przekształciła dobra tarnowickie (z Pniowcem, Opatowicami i Kolonią Wolności) w fideikomis. W 1891 roku hrabia Guido Henckel von Donnersmarck połączył tereny Starych Tarnowic i Rept w jeden fideikomis dla swego młodszego syna hrabiego Krafta. Rezydował on w neorenesansowym pałacu w parku na pograniczu Rept i Starych Tarnowic.
Po 1922 r. osada znalazła się w granicach II Rzeczypospolitej. W latach 70. i 80. na polach między Starymi Tarnowicami a Opatowicami wzniesiono osiedle „Przyjaźń” – największe osiedle mieszkaniowe Tarnowskich Gór.
W okresie międzywojennym w miejscowości stacjonowała placówka Straży Granicznej I linii „Tarnowice Stare”.

### Panowie Starych Tarnowic
- Adam de Tarnowice (wzmianki między 1310 a 1351)
- Święcisław (wzmianka w 1369)
- Sambor (wzmianka w 1411)
- Mikołaj i Teodor Włodkowie herbu Sulima (wzmianka 1415)
- Wrochemowie – od co najmniej 1525 do 1603 r.
- Ohm-Januszewscy – 1603 – XVIII w.
- Karol Łazarz Henckel von Donnersmarck – 1820–1848
- Guido Henckel von Donnersmarck – 1848–1916
- Kraft Henckel von Donnersmarck – 1916–1945

## Transport

### Komunikacja miejska

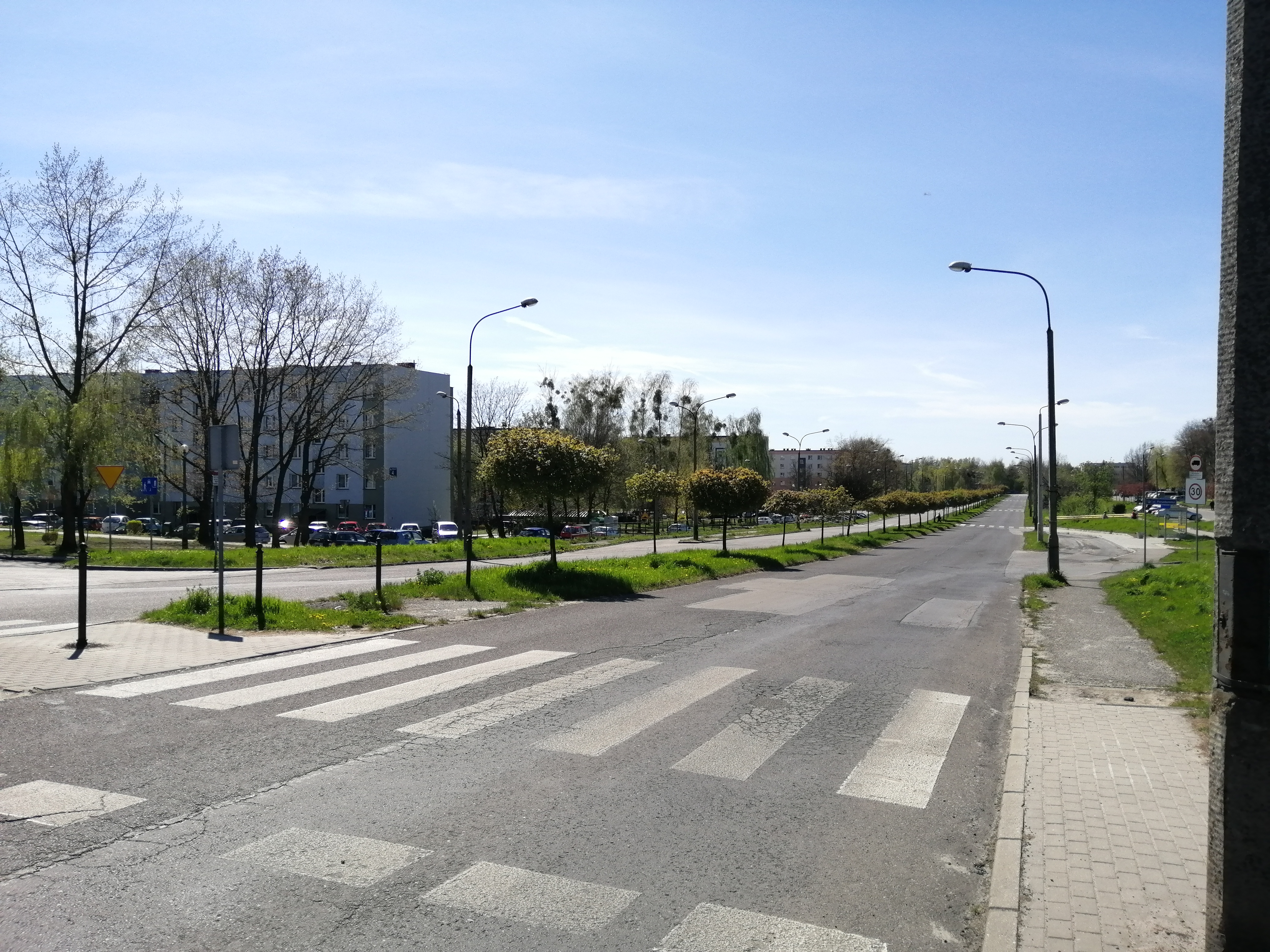
Aleja Jana Pawła II – jedna z głównych ulic dzielnicy

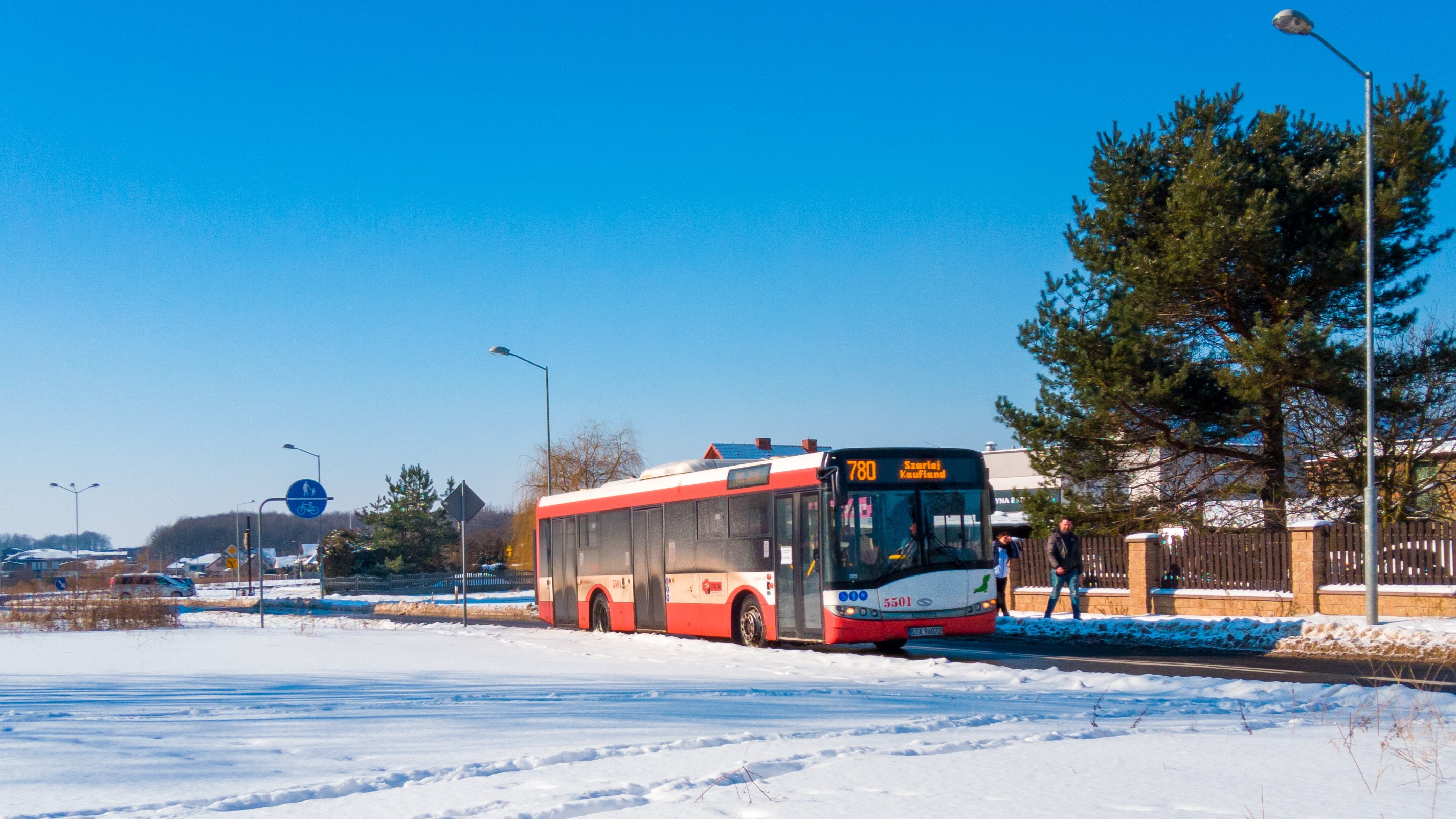
Autobus linii nr 780 przejeżdżający przez Stare Tarnowice

Publiczny transport zbiorowy na terenie dzielnicy obejmuje przewozy autobusowe, których organizatorem od 1 stycznia 2019 jest Zarząd Transportu Metropolitalnego.
W granicach administracyjnych dzielnicy znajdują się przystanki: Stare Tarnowice Pomorska, Stare Tarnowice Osiedle Przyjaźń, Stare Tarnowice Francuska, Stare Tarnowice Janasa, Stare Tarnowice Szpital, Stare Tarnowice Pętla, Stare Tarnowice Litewska, Stare Tarnowice Sielanka, Stare Tarnowice Kościół Św. Marcina, Stare Tarnowice Staw Cegielnia, Tarnowskie Góry Hala Sportowa i Tarnowskie Góry Park Wodny.
Według stanu z sierpnia 2024 przez Stare Tarnowice przejeżdżają i zatrzymują się autobusy kursujące na liniach:
- M107 (Tarnowskie Góry Dworzec – Pyskowice Szpitalna),
- 3 (Osada Jana Pawilon – Stare Tarnowice GCR),
- 64 (Tarnowskie Góry Dworzec – Stare Tarnowice Pętla),
- 80 (Tarnowskie Góry Dworzec – Gliwice Centrum Przesiadkowe),
- 134 (Tarnowskie Góry Dworzec – Wieszowa Stacja Paliw),
- 135 (Bytom Dworzec – Stare Tarnowice GCR),
- 142 (Tarnowskie Góry Dworzec – Strzybnica Kościelna),
- 191 (Tarnowskie Góry Dworzec – Boniowice Szkoła),
- 614 i 615 (Miasteczko Śląskie Osiedle – Rybna Lotników),
- 712 (Tarnowskie Góry Dworzec – Stare Tarnowice Sielanka),
- 749 (Tarnowskie Góry Plac Zembali – Stare Tarnowice GCR),
- 780 (Szarlej Kaufland – Stare Tarnowice GCR).

## Handel i usługi

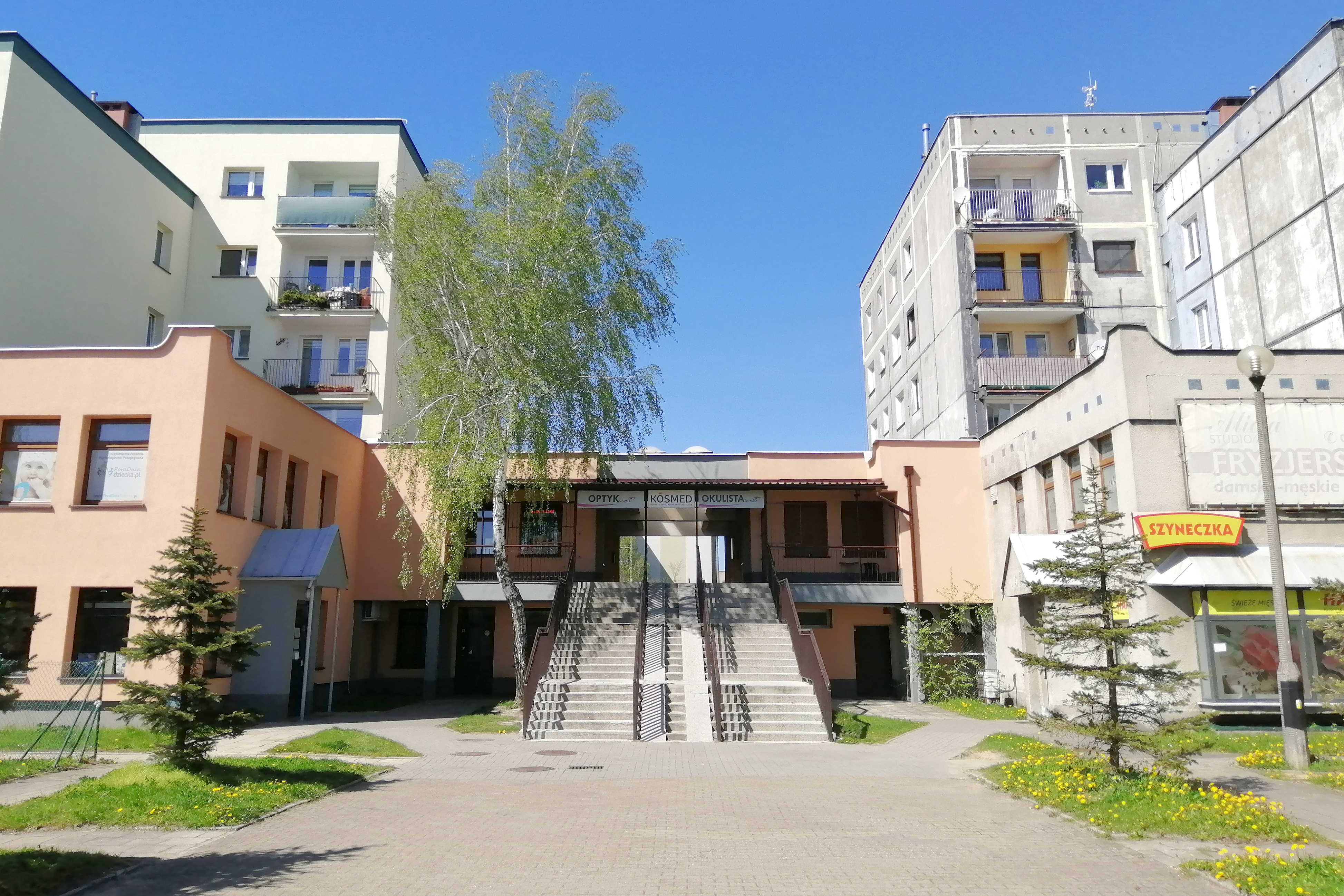
Pawilon handlowy przy ul. Łotewskiej

W dzielnicy poza drobnym handlem znajdują również sklepy wielkopowierzchniowe takie jak supermarket Aldi, market Stokrotka, dwa markety Biedronka, wolnostojący, pasaż handlowy „Poczdamska” mieszczący m.in. drogerię Rossmann, aptekę Ziko, księgarnię, sklepy spożywcze, pasaż handlowy „Czerwona Torebka” mieszczący m.in. aptekę sieci Zdrowit oraz filię Poczty Polskiej.
Usługi zlokalizowane są głównie na Osiedlu „Przyjaźń” (centrum spa), w dawnej wsi Stare Tarnowice znajduje się duże ogrodnictwo.

## Edukacja
Na terenie dzielnicy mieści się przedszkole oraz żłobek (ul. Bałkańska) oraz dwie szkoły podstawowe: nr 15 przy ulicy Litewskiej i nr 8 (do 2017 Gimnazjum nr 4) przy ulicy Janasa. Brak szkół ponadpodstawowych oraz wyższych.

## Kultura
- Spółdzielczy Dom Kultury „Jubilat” przy ulicy Litewskiej,
- Miejska Biblioteka Publiczna. Filia nr 2, ul. Gustawa Morcinka 7.

## Herb

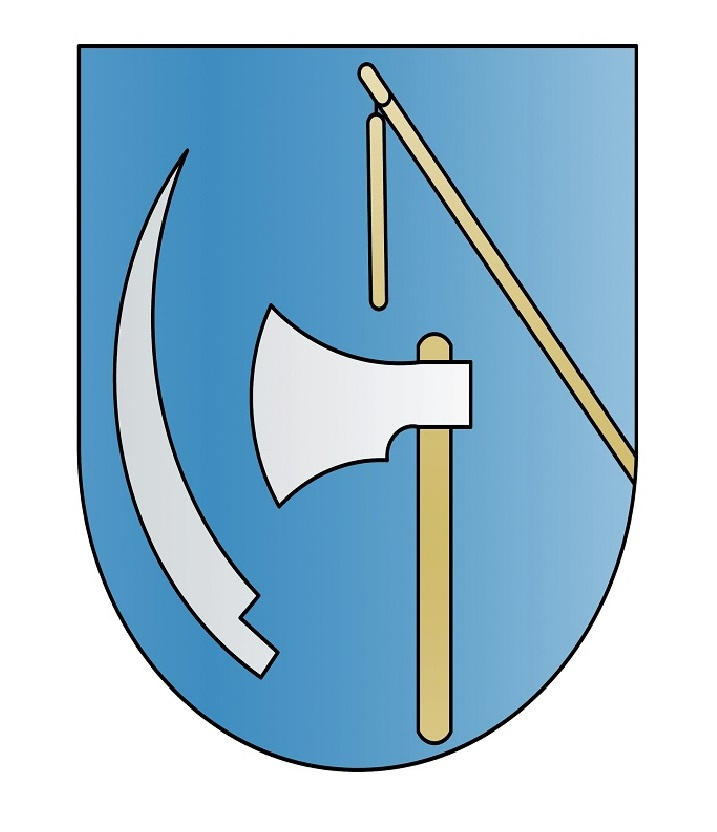
Herb Starych Tarnowic

Według statutu dzielnicy Stare Tarnowice do 2015 roku herbem dzielnicy był:

(...) biała kosa bez drzewca, biała siekiera i cep, ułożone obok siebie na niebieskim polu, drzewce są barwy złotej.

## Sport
W dzielnicy działa klub piłkarski TS Tarnowiczanka Stare Tarnowice z siedzibą przy ulicy Włoskiej 9a. Zespół obecnie (sezon 2019/2020) gra w rozgrywkach śląskiej B-klasy w grupie Bytom II. Jego stadion znajduje się na terenie zabytkowego parku w dzielnicy Repty Śląskie.

## Zabytki
- Gródek stożkowaty w Starych Tarnowicach
- Zamek w Starych Tarnowicach
- Kościół św. Marcina w Tarnowskich Górach-Starych Tarnowicach (stary)
- Kościół św. Marcina w Tarnowskich Górach-Starych Tarnowicach (nowy)